# ウダイ・シング (メーワール王)
ウダイ・シング（Udai Singh, - 1473年）は、北インドのラージャスターン地方、メーワール王国の君主（在位：1468年 - 1473年）。ウダイカラン（Udaikaran）、ウーダー（Uda）、ウダヤ（Udaya）とも呼ばれる。

## 生涯
メーワール王国の君主クンバーの息子として、チットールガルで誕生した。
1468年、父クンバーをクンバルガルで暗殺したことにより、王位を継承した。これにより、兄弟間の争いが勃発し、ウダイ・シングは間もなくチットールガルを追われ、厳しい結果を残すこととなった。追放された彼はデリー・スルターン朝の君主と自身の娘を結婚させ、同盟を結ぼうとした。
1473年、ウダイ・シングは結婚式の直前に雷に打たれ、デリーで死亡した。死後、弟のラーイ・マルが王位を継承した。。